# Diethelm Scheer
Diethelm Karl Moritz Scheer (* 6. März 1909 in Berlin; † 18. Februar 1996 ebenda) war ein deutscher Ichthyologe, Hochschullehrer, kommunistischer Widerstandskämpfer gegen den Nationalsozialismus, Opfer der NS-Justiz und KZ-Häftling.

## Leben

### Herkunft, Studium und Berufseinstieg
Diethelm Scheer war der Sohn eines Versicherungsangestellten und Buchhändlers. In Berlin-Tegel beendete er 1928 seine Schullaufbahn mit dem Abitur. Danach absolvierte er an der Landwirtschaftlichen Hochschule Berlin ein Studium der Zoologie mit dem Schwerpunkt Fischereiwissenschaft und wurde 1934 zum Dr. phil. promoviert. Ab 1933 war er als Volontärassistent an der Preußischen Landesanstalt für Fischerei in Berlin-Friedrichshagen bei Wilhelm Schäperclaus tätig.
Zur Zeit des Nationalsozialismus stellte der nach außen politisch unauffällige Kommunist im Mai 1935 einen Förderungsantrag bei der Deutschen Forschungsgemeinschaft für seine Untersuchungen an der Preußischen Landesanstalt für Fischerei. Dieser Förderungsantrag wurde von dem Dozentenschaftsführer der Landwirtschaftlichen Hochschule Berlin aufgrund der NS-Funktionärstätigkeit von Scheers Vater positiv aufgenommen. In dem Gutachten findet sich folgende Einschätzung:

„Scheer ist als Sohn eines langjährigen politischen Leiters der NSDAP der Ortsgruppe Tegel im nationalsozialistischen Geiste erzogen worden. Er ist Nicht-Parteimitglied, was wohl mit seiner geringen politischen Aktivität zusammenhängt. Seit 1933 gehört er dem Segelflieger-Sturm 1/21 in Bln-Friedrichshagen an, er ist heute Scharführer“

### Antifaschistische Betätigung, Verhaftung und Verurteilung
Im Gegensatz zu seinem nationalsozialistischen Vater gehörte Scheer ab 1927 dem Sozialistischen Schülerbund, ab 1928 dem Kommunistischen Jugendverband Deutschlands sowie ab 1929 dem Berliner Arbeitersportverein „Fichte“ an. 1930 trat er der Kommunistischen Partei Deutschlands bei. Scheer war zudem Mitglied der Reichsleitung der kommunistischen Studentengruppen. Er hielt 1931/32 Vorträge an der Marxistischen Arbeiterschule. Mit der Studentin Liselotte Herrmann, die später durch das NS-Regime hingerichtet wurde, verband ihn eine enge Freundschaft. Als Dietrich Helm verschriftlichte er zusammen mit Herrmann kritische Thesen zur NS-Rassentheorie.
Schließlich geriet Scheer in das Visier der Gestapo. Er wurde im September 1935 aufgrund illegaler „kommunistischer Betätigung“ zunächst im Gestapo-Gefängnis Prinz-Albrecht-Straße 8 und danach im KZ Columbia-Haus inhaftiert. Nach der Untersuchungshaft wurde Scheer mit sechs weiteren Beschuldigten im Verfahren „Boy und andere“ vor dem Volksgerichtshof angeklagt. Die weiteren Beschuldigten waren der Chemotechniker Martin Hirschberg, der Posthelfer Kurt Laskowsky, die Stenotypistinnen Hildegard Boy und Erika Havemann sowie Havemanns Ehemann und der Buchdrucker Arthur Grüneberg. Den Beschuldigten war die „Vorbereitung eines hochverräterischen Unternehmens“ und der „Verrat von Staatsgeheimnissen“ vorgeworfen worden. Mitte April 1937 wurde Scheer trotz unzureichender Beweislage unter Anrechnung seiner bisherigen Haftzeit zu einer fünfjährigen Zuchthausstrafe verurteilt.

### Haft in NS-Haftstätten und Konzentrationslagern
Nacheinander war Scheer in dem Zuchthaus Brandenburg, dem Außenkommando Roßlau und dem Polizeipräsidium Berlin inhaftiert. Im Dezember 1940 wurde er in das KZ Sachsenhausen eingewiesen und von dort Ende März 1941 in das KZ Auschwitz überstellt, wo er als politischer Gefangener die Häftlingsnummer 11.111 erhielt. KZ-Kommandant Rudolf Höß wies Scheer an, die Teichwirtschaft bei den Landwirtschaftsbetrieben des KZ Auschwitz zu leiten. Im Rahmen dieser Aufgabe leitete er eine Gruppe von etwa zehn Häftlingen an, deren Existenzbedingungen wesentlich besser als in anderen Lagerteilen waren. Im Geflügel- und Fischzuchtbetrieb Harmense betrieb Scheer wissenschaftliche Begleitforschung zur Fischzucht; das von ihm geleitete Laboratorium für Fischkunde war in dem Haus eines vertriebenen polnischen Landwirts untergebracht. Am 27. Juli 1942 wurde Scheer mit Genehmigung des Lagerkommandanten offiziell aus dem Lager entlassen, musste jedoch im Rahmen einer Zwangsdienstverpflichtung in Auschwitz seine Tätigkeiten gegen ein Gehalt bis zur kriegsbedingten Räumung des Lagers Mitte Januar 1945 fortführen. Während dieser Zeit konnte er im Oktober 1944 in der Zeitschrift für Parasitenkunde einen Artikel zum Thema Ein neuer parasitärer Pilz aus dem Darm der Wasserassel (Asellus Aquaticus L.) veröffentlichen.

### Kriegsende
Nach seiner endgültigen Entlassung und Rückkehr nach Berlin war er ab Anfang März 1945 als wissenschaftlicher Mitarbeiter am Institut für Binnenfischerei in Berlin-Friedrichshagen angestellt. Infolge der durch Kriegsschäden zerstörten Einrichtung konnte er einen kriegswirtschaftlichen Forschungsauftrag zum Thema Seeplankton als potentielle Nahrungsquelle nicht mehr durchführen. Während eines Fliegerangriffs erlitt er am Berliner Helmholtzplatz durch Bombensplitter schwere Verletzungen.

### Karriere als Funktionär und Wissenschaftler in der DDR
Nach der Befreiung vom Nationalsozialismus war er von Juni 1945 bis Anfang 1946 im Fischereiamt von Groß-Berlin tätig und trat bald darauf der Sozialistischen Einheitspartei Deutschlands (SED) bei. Danach war Scheer als Assistent an der Universität Greifswald beschäftigt, leitete vertretungsweise das dortige Fischereiinstitut und habilitierte sich 1949 ebenda mit einer Schrift über die Parasiten von Fischnährtieren. Von 1949 bis 1953 oblag ihm die Binnenfischerei im Ministerium für Industrie der DDR. Von 1953 bis 1956 war er in Rostock Direktor des neugegründeten Instituts für Hochseefischerei und Fischverarbeitung. Bereits ab 1950 nebenamtlich an der Humboldt-Universität zu Berlin lehrend, wirkte er dort am Institut für Fischereiwesen ab 1956 als Privatdozent, ab 1958 als Professor mit Lehrauftrag und ab 1961 als ordentlicher Professor (Nachfolger von Wilhelm Schäperclaus). 1962 wurde er Institutsleiter. Von 1964 bis zu seiner Emeritierung 1969 führte Scheer zudem als Direktor das Berliner Institut für Binnenfischerei der Deutschen Akademie der Landwirtschaftswissenschaften zu Berlin. Er publizierte in Fachzeitschriften zur Fischereiwissenschaft.
Scheer, der wissenschaftlich im Schatten seiner Mentoren Wilhelm Schäperclaus und Hans Helmuth Wundsch blieb, befand sich ganz auf Linie der SED. Laut Ilko-Sascha Kowalczuk beteiligte er sich 1964 an der Parteikampagne gegen Robert Havemann. Als Inoffizieller Mitarbeiter Rotbarsch des Ministeriums für Staatssicherheit der DDR lieferte er von 1957 bis 1963 jedoch keine wichtigen Informationen. Im Zuge des zweiten Frankfurter Auschwitzprozesses wurde Scheer als Zeuge vernommen.
Scheer war verheiratet, das Paar bekam vier Kinder.

## Ehrungen
- Ehrenspange zum Vaterländischen Verdienstorden in Gold (1989)[2]

## Schriften
- Die Farbstoffe der Chironomidenlarven, Schweizerbart, Stuttgart 1934. In: Archiv für Hydrobiologie, Band 27, 1934 (zugleich Dissertation an der Universität Berlin)